# 8e étape du Tour d'Italie 2011
Pour un article plus général, voir Tour d'Italie 2011.
La 8e étape du Tour d'Italie 2011 s'est déroulée le samedi 14 mai 2011. Sapri est la ville de départ, et Tropea la ville d'arrivée. Le parcours a eu lieu sur un parcours plat d'un distance de 217 km.
L'Italien Oscar Gatto (Farnese Vini-Neri Sottoli) remporte cette étape en solitaire. Le Néerlandais Pieter Weening (Rabobank) conserve le maillot rose de leader.

## Profil de l'étape
Le profil de cette 8e étape est plat malgré une côte de 700 mètres à 7 %. Le sprint volant de Vibo Valentia Marina se situe à une trentaine de kilomètres de l'arrivée. L'étape semble être destinée aux sprinteurs.

## La course
A un kilomètre de l'arrivée, alors que tout le monde pense à un sprint massif, Oscar Gatto (Farnese Vini-Neri Sottoli) attaque, suivi ensuite par Alberto Contador (Saxo Bank-SunGard). Le peloton ne rattrapera jamais les deux hommes et c'est Oscar Gatto qui va s'offrir la victoire avec quelques mètres d'avance sur le leader de la Saxo Bank-SunGard à 5 secondes du peloton. Ce dernier reprend tout de même 17 secondes (avec les 12 secondes de bonifications attribués au 2e de l'étape) au classement général. Le sprint du peloton est gagné par le maillot rouge Alessandro Petacchi (Lampre-ISD), devant les sprinteurs des autres équipes.

## Sprint volant
- Sprint volant à Vibo Valentia Marina (kilomètre 192,0)

| Premier   | Mirko Selvaggi    | 5 pts |
| Deuxième  | Leonardo Giordani | 4 pts |
| Troisième | Patrick Gretsch   | 3 pt  |
| Quatrième | František Raboň   | 2 pts |
| Cinquième | Marco Pinotti     | 1 pts |

## Classement de l'étape
|    | Coureur             | Pays     | Équipe                    |    | Temps           |
| -- | ------------------- | -------- | ------------------------- | -- | --------------- |
| 1  | Oscar Gatto         | Italie   | Farnese Vini-Neri Sottoli | en | 4 h 59 min 45 s |
|    | Alberto Contador    | Espagne  | Saxo Bank-SunGard         | +  | 0 s             |
| 3  | Alessandro Petacchi | Italie   | Lampre-ISD                |    | 5 s             |
| 4  | Alexander Kristoff  | Norvège  | BMC Racing                |    | 5 s             |
| 5  | Roberto Ferrari     | Italie   | Androni Giocattoli-CIPI   |    | 5 s             |
| 6  | Davide Appollonio   | Italie   | Team Sky                  |    | 5 s             |
| 7  | Francisco Ventoso   | Espagne  | Movistar                  |    | 5 s             |
| 8  | Rinaldo Nocentini   | Italie   | AG2R La Mondiale          |    | 5 s             |
| 9  | Christophe Le Mével | France   | Garmin-Cervélo            |    | 5 s             |
| 10 | Klaas Lodewyck      | Belgique | Omega Pharma-Lotto        |    | 5 s             |

## Classement général
|    | Coureur             | Pays        | Équipe                  |    | Temps            |
| -- | ------------------- | ----------- | ----------------------- | -- | ---------------- |
| 1  | Pieter Weening      | Pays-Bas    | Rabobank                | en | 28 h 09 min 49 s |
| 2  | Kanstantsin Siutsou | Biélorussie | Team HTC-Highroad       | +  | 2 s              |
| 3  | Marco Pinotti       | Italie      | Team HTC-Highroad       |    | 2 s              |
| 4  | Christophe Le Mével | France      | Garmin-Cervélo          |    | 5 s              |
|    | Alberto Contador    | Espagne     | Saxo Bank-SunGard       |    | 13 s             |
| 5  | Michele Scarponi    | Italie      | Lampre-ISD              |    | 14 s             |
| 6  | Pablo Lastras       | Espagne     | Movistar                |    | 22 s             |
| 7  | Vincenzo Nibali     | Italie      | Liquigas-Cannondale     |    | 24 s             |
| 8  | Steven Kruijswijk   | Pays-Bas    | Rabobank                |    | 28 s             |
| 9  | José Serpa          | Colombie    | Androni Giocattoli-CIPI |    | 33 s             |
| 10 | Thomas Lövkvist     | Suède       | Team Sky                |    | 39 s             |

## Classements annexes

### Classement par points
|   | Cycliste            | Équipe                  | Points |
| - | ------------------- | ----------------------- | ------ |
| 1 | Alessandro Petacchi | Lampre-ISD              | 64 pts |
| 2 | Christophe Le Mével | Garmin-Cervélo          | 48 pts |
| 3 | Roberto Ferrari     | Androni Giocattoli-CIPI | 42 pts |

### Classement du meilleur grimpeur
|   | Cycliste        | Équipe             | Points |
| - | --------------- | ------------------ | ------ |
| 1 | Bart De Clercq  | Omega Pharma-Lotto | 11 pts |
| 2 | Martin Kohler   | BMC Racing         | 10 pts |
| 3 | Federico Canuti | Colnago-CSF Inox   | 9 pts  |

### Classement du meilleur jeune
| Cycliste           | Équipe   | Temps | Temps            |
| ------------------ | -------- | ----- | ---------------- |
| Steven Kruijswijk  | Rabobank | en    | 28 h 10 min 17 s |
| Roman Kreuziger    | Astana   | +     | 16 s             |
| Robert Kišerlovski | Astana   |       | 24 s             |

### Classement par équipes aux temps
| Équipe   | Temps | Temps            |
| -------- | ----- | ---------------- |
| Movistar | en    | 83 h 48 min 31 s |
| Astana   | +     | 1 s              |
| Geox-TMC |       | 1 min 06 s       |

### Classement par équipes aux points
| Équipe                  | Points  |
| ----------------------- | ------- |
| Garmin-Cervélo          | 133 pts |
| Lampre-ISD              | 133 pts |
| Androni Giocattoli-CIPI | 128 pts |

## Abandon
- Fabio Duarte (Geox-TMC)